# Radio Skive
Radio Skive er en dansk kommerciel lokalradio, som er en del af Radio ABC Gruppen. Kanalen har hjemsted i Skive og sender til det meste af Midtjylland og Vestjylland, samt online på nettet.
Stationen er med i nyhedssamarbejdet om landsnyheder til lokalradioer, og sender derudover lokale nyheder. Søsterkanalen Radio Alfa sender også i området, og spiller musik for det mere modne publikum.

## Programmerne
- Jan Bjerrum (Din Morgen)
- Ole Sjælland (Din Formiddag)
- Kenneth Lauridsen (Din eftermiddag)
- Casper Bach (Din Aften)